# دينيسي وليامز
دينيسي وليامز (بالإنجليزية: Dean Williams)‏ (5 يناير 1972 المملكة المتحدة - ) هو لاعب كرة قدم بريطاني يلعب كحارس مرمى.

## روابط خارجية
- دينيسي وليامز على موقع قاعدة بيانات كرة القدم.إي يو (الإنجليزية)
- دينيسي وليامز على موقع Soccerbase.com (لاعب) (الإنجليزية)